# Liu Zhibai
Nacido en 1915 en el condado de Fengyang, provincia de Anhui (China), Liu Zhibai es uno de los maestros más innovadores en la pintura moderna con tinta china. Liu Zhibai estudió en Suzhou en 1933, en la mejor escuela de arte de China de ese momento: la Escuela de Bellas Artes de Suzhou (esta escuela había exhibido en la década de 1920 más de 500 famosas esculturas de yeso y trajo de vuelta de Francia casi diez mil álbumes de arte occidental).
Realizó sus estudios bajo la división del Sr. Gu Yanping, director del departamento de pintura china de la Escuela de Bellas Artes de Suzhou. La familia Gu es una gran familia de coleccionistas chinos conocidos. El “Pabellón Guoyun” de esta familia ha coleccionado durante casi un siglo las obras de muchos grandes artistas en la historia del arte chino, que datan de la dinastía Tang y la dinastía Qing. En 1935, Liu Zhibai vivió durante mucho tiempo en el “Pabellón Guoyun”. Allí estudió y exploró, bajo la guía del profesor Gu Yanping, las obras y la historia del arte antiguo de los grandes pintores chinos.
Durante la Segunda Guerra Mundial, Japón invadió China. Liu Zhibai se embarcó en un viaje de exilio que duró ocho años. Regresó a su condado natal de Fengyang en 1946 para enseñar arte en la universidad. En 1948, durante la guerra civil china, Liu Zhibai huyó de la guerra y viajó a la provincia de Guangxi. En diciembre del mismo año, Liu Zhibai propuso por primera vez su teoría de la pintura y el aprendizaje externo centrado en el ego, en el condado de Quanzhou, condado de Shi Tao (China). [null ex gran pintor chino][E1] .
Durante 50 años de creación artística, Liu Zhibai había estudiado todos los paisajes de la meseta de Yunnan-Guizhou mientras continuaba cultivando su pasión por el arte chino antiguo. El artista, que siempre había sido independiente y había explorado meticulosamente el camino del arte, finalmente alcanzó el apogeo de su creación artística al final de su vida. Creó un nuevo estilo artístico diferente del arte chino y de la pintura en tinta del Milenio, expresando su elección de estilo de vida y expresión artística independiente de la sociedad secular. Debido a su expresión única y autoartística, Liu Zhibai nunca fue reconocido por el mundo artístico chino hasta su muerte. Quince años después de su muerte, su exploración del arte con tinta india y su gran contribución del espíritu artístico son cada vez más apreciados con el paso del tiempo.
Los historiadores del arte lo descubrieron y le dedicaron pruebas de investigación. El primero afirmó que su arte heredó de las dinastías Song y Yuan y fue retocado por el estilo artístico de las dinastías Ming y Qing. Se inspiró tanto en la esencia de las artes tradicionales chinas como en la innovación del lenguaje artístico. Sus 60 años de cuidadoso estudio de las técnicas del arte antiguo y la búsqueda de la innovación artística y coherente, le han ayudado a crear nuevas técnicas de pintura con tinta para desvelar paisajes chinos solo a partir de los [null 80 años][E2] .
Se convirtió en el último guardián de la pintura china y en un pionero de la innovación en el nuevo siglo: el arte de la pintura con tinta, que creó en sus últimos años, marcó el punto crítico entre la tradición china y la modernidad. 
Muestra la tendencia histórica del arte abstracto y la realización de la pintura de tinta india en el siglo XXI. 
Después de la muerte de Liu Zhibai, varias editoriales publicaron sucesivamente 15 monografías y más de 20 revistas de investigación, como el Libro de artistas famosos de pinturas chinas modernas y contemporáneas - Liu Zhibai, Libro de pinturas de Liu Zhibai, Personajes de la montaña Qian - Arte de Liu Zhibai, frescura de la pintura, huellas de tinta y borrachera poética - Pinturas de paisaje de tinta, defensa negra apreciando blanco - El arte de Liu Zhibai. Más de 90 obras del artista fueron coleccionadas por múltiples instituciones de arte, incluyendo el Museo Nacional de Arte de China, la Academia Nacional de Pintura de China, el Museo Provincial de Guizhou, el Instituto Provincial de Historia y Cultura Guizhou, el Museo Provincial de Historia y Cultura de Anhui y el Museo de Arte Provincial de Anhui.

## Experiencia artística
A principios de la década de 1970, Liu Zhibai vivía en un pueblo de montaña cerca del río Xima en el condado de Longli, provincia de Guizhou. A finales de la década de 1970, comenzó un nuevo período de creación artística, que es principalmente recordado por el paisaje de la montaña Qian pintado en tinta. En 1984, el Museo Provincial de Guizhou recogió cuatro piezas de pintura de paisaje y una pieza de pintura de flores. En 1985, Liu Zhibai organizó su propia exposición individual en Guiyang. En el mismo año, la editorial Guiyang Art Publishing publica el libro Recopilación de pinturas de Liu Zhibai y Jiang Menggu. En 1988, sus nuevas obras se exhibieron en la Academia Central de Bellas Artes de Beijing.
- En 1987, Liu Zhibai fue contratado como bibliotecario en el Museo Provincial de Historia Cultural de Guizhou.
- En diciembre de 1999, la compilación de obras de Liu Zhibai fue publicada por la editorial People's Guizhou.
- En 2000, el artista creó más de 100 obras utilizando una técnica completamente nueva de pintura a tinta y expuso en el Museo Provincial de Guizhou. Esta exposición fue saludada por los expertos. Al mismo tiempo, la Federación de Círculos Literarios y la Asociación de Artistas Chinos de la Ciudad de Guiyang estaban organizando un “Simposio de Pintura China Liu Zhibai” en Guiyang. Muchas de sus obras son adquiridas por el Museo de Historia Cultural, así como por otros museos e individuos en la provincia de Guizhou y en otros lugares.
- En 2013, finalmente se lleva a cabo la “Exposición de pintura china Liu Zhibai”.  El 1 de julio de 2013 se inauguran en el Museo Nacional de Arte de China la Exposición de pintura china Liu Zhibai y Simposio de arte Liu Zhibai, ambos patrocinados por la Academia Nacional de Artes de China, el Departamento de Investigación Creativa de la Academia Nacional de Pintura de China y el Museo de Arte. La exposición reúne más de 100 obras de paisajes y flores realizadas por Liu Zhibai entre 1938 y 2003. La exposición presenta la historia del arte del Sr. Liu Zhibai, un artista que estudia y explora la pintura china mientras estuvo allí; trayendo innovaciones por casi un siglo.
- En febrero de 2018, se exhibe por primera vez en Francia más de 12 obras maestras de Liu Zhibai.

## Evaluación social
En el “Análisis del Valor de Inversión de 30 Pintores Chinos Contemporáneos”, Liu Zhibai fue nombrado uno de los 30 pintores más académicos y más valorados de la Edad Contemporánea, incluido el Maestro Wu Guanzhong.
El Sr. Feng Qiyong, exvicepresidente y académico de la Academia de Artes de China, sorprendido por las pinturas del Sr. Liu Zhibai, se ofreció voluntariamente para escribir un prefacio a su compilación de pinturas. Su aprecio por Liu Zhibai es evidente en la siguiente citación: “La pintura de Liu Lao encarna el auténtico estilo chino y el encanto chino único. Sabemos cuán rica es la tradición artística china, y particularmente la tradición pictórica, y cuánto se desarrollan las artes pictóricas bajo la influencia de los literatos. Bajo el roce de Liu Zhibai, este campo semántico sigue siendo diverso, no predomina ningún término. Desde los orígenes de la pintura de paisajes; las pinturas del Maestro Liu muestran o superan el encanto de Shi Tao y Shi Xi. Los paisajes que describe parecen haber nacido de las montañas y ríos reales de Guizhou, brillando con frescura natural. Sus obras revelan el mayor disfrute de la naturaleza: no queda la más mínima sensación de obsolescencia, por el contrario, todo es refrescante. ¡Encontramos el auténtico encanto del agua real de Guizhou! Para mí, la pintura de Liu fue personalizada, y se encontró [null confundida] [E1] con el mundo, incluidos los paisajes y su entorno natural, como pocos entendieron. ¡Sabía cómo alcanzar el estado ideal perseguido por todos los pintores!”.
Para Chen Lvsheng, un famoso crítico literario chino, las pinturas de Liu Zhibai revelan un temperamento salvaje. Sus obras muestran no solo los altibajos de su vida, sino también los capítulos cambiantes e indefinibles de su vida así como su estilo salvaje y profundo, creado por su filosofía de estilo de vida complaciente.
[E1]Le mot de base est confondre ? Si oui, je dirais plus se mezcla con
[E1]Il manque qqch chose avant ? 
[E2]On parle d’âge ou de la période ? Car si c’est une période, il faudrait écrire años 80. Si âge, a partir de sus 80 años .
- Datos: Q51109917